# Robin Zijlstra
Robin Zijlstra (Amersfoort, 17 februari 1980) is een Nederlandse acteur en zanger.
Zijlstra werd in 2004 bekend door zijn deelname aan het tweede seizoen van het televisieprogramma Idols. In de tweede liveshow kreeg hij het laagste aantal stemmen en moest hij de show verlaten.
In 2005 speelde hij een hoofdrol als Daniël in Hotnews.nl, een jongerenserie van Jetix over een internetsite. Op 10 april 2007 deed hij zijn intrede in Goede tijden, slechte tijden als Milan Verhagen (inmiddels Milan Alberts). Precies één jaar later, op 10 april 2008, werd bekend dat Zijlstra uit de serie zou vertrekken. Daarna speelde hij een gastrol in Grijpstra en de Gier. Ook werkte Zijlstra aan nieuwe nummers voor zijn eigen album en band Robinz en voor zangeres Anouk. 
Zijlstra werkte ook achter de schermen bij de serie SpangaS en nam deel aan het televisieprogramma Popstars als Mystery Popstar, waarbij hij op 6 november 2009 zijn identiteit prijsgaf. Hij werd achtste. In 2011 was hij te zien in een commercial van de supermarktketen PLUS. Op dat moment was hij werkzaam als locatiemanager in de kinderopvang. Ondertussen ging hij verder in de muziek en werd hij presentator voor "make your moves". In februari 2012 kwam zijn eerste single, Reality, uit. In mei 2012 kwamen zijn tweede single "You Cry" en EP "Seven" uit. 
In 2022 speelde Zijlstra de rol van een de discipelen in The Passion 2022. 
Zijlstra heeft samen met zijn vriendin Linda, met wie hij sinds januari 2011 verloofd was, een dochter. Op 5 juni 2012 trouwde het stel op Ibiza.